# Aspidosperma pyricollum
Aspidosperma pyricollum är en oleanderväxtart som beskrevs av Müll. Arg.. Aspidosperma pyricollum ingår i släktet Aspidosperma och familjen oleanderväxter. Inga underarter finns listade i Catalogue of Life.